# Tarde de toros
Tarde de toros é um filme de drama espanhol de 1956 dirigido e escrito por Ladislao Vajda, Julio Coll, José Santugini e Manuel Tamayo.
Participou do Festival de Cannes de 1956.
Foi selecionado como representante da Espanha à edição do Oscar 1957, organizada pela Academia de Artes e Ciências Cinematográficas.

## Elenco
- Manuel Arbó - Vizinho
- Rafael Bardem - Amigo 1º
- Félix Dafauce - Médico
- José Isbert - Don Felipe
- Manolo Morán - Jiménez
- Antonio Prieto
- Jesús Tordesillas - Luis Montes